# Georges Delaroche

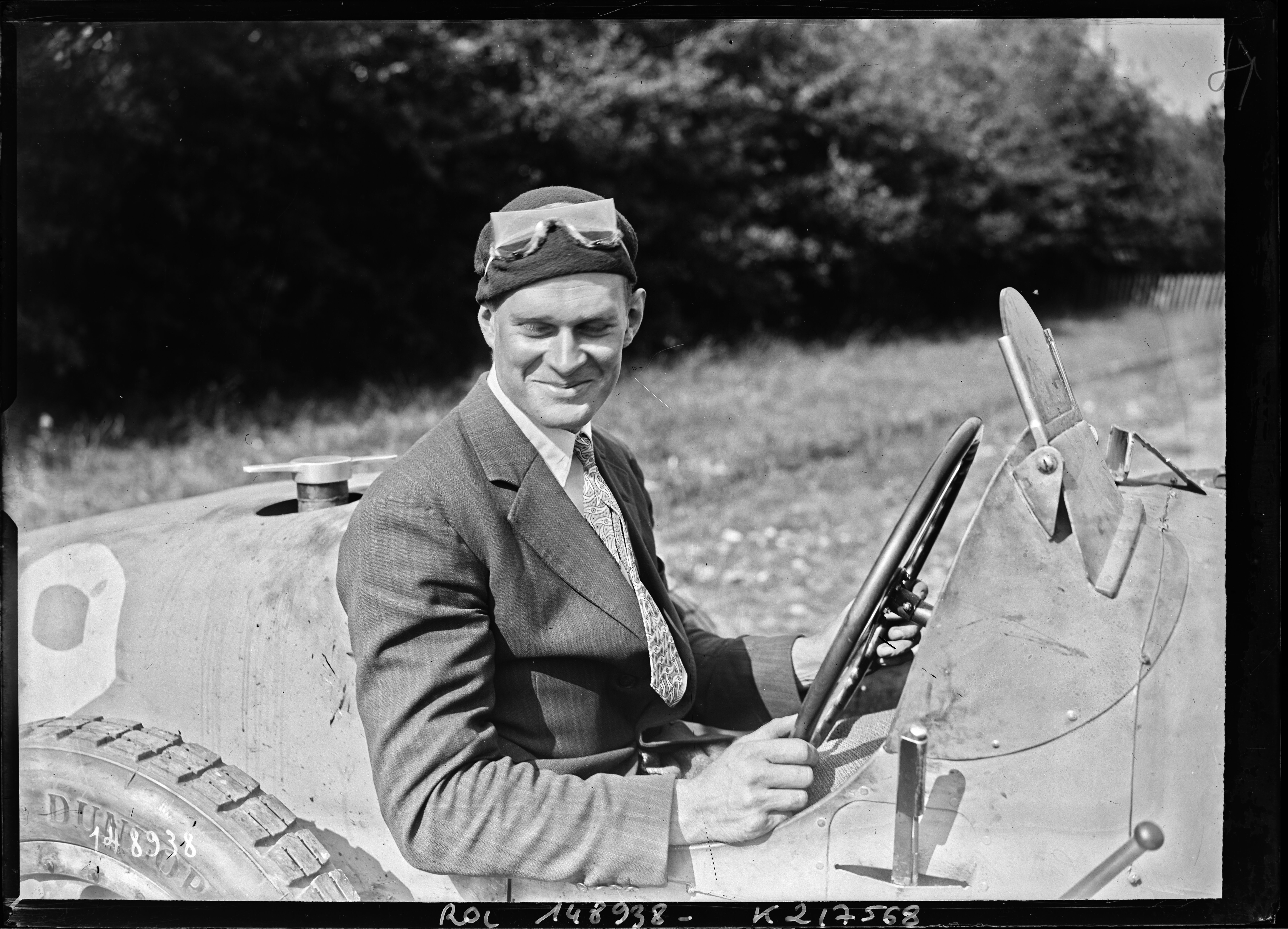
Georges Delaroche beim Großen Preis von Frankreich 1930

Georges Roger Delaroche (* 12. Januar 1902 in Le Mans; † 9. November 1968 ebenda) war ein französischer Autorennfahrer.

## Karriere
Der Name Georges Delaroche ist eng mit dem 24-Stunden-Rennen von Le Mans verbunden. Sechsmal war der Franzose beim Langstreckenklassiker an der Sarthe am Start. Sein Debüt gab Delaroche 1924. Das erste Antreten endete zwar mit einer Zielankunft; der Chenard & Walcker wurde aber mangels zurückgelegter Distanz nicht klassiert. 1932 platzierte sich der Franzose bei seiner zweiten Zielankunft gleich im Spitzenfeld; Rang sechs, allerdings mit 46 Runden Rückstand auf die Sieger Luigi Chinetti und Raymond Sommer. 1933 endete das Rennen schon nach 20 Runden durch technischen Defekt.
1934 wurde Delaroche Werksfahrer bei Riley und erreichte in Le Mans mit dem zweiten Gesamtrang die beste Platzierung seiner Karriere. Im Ziel fehlten 13 Runde auf den siegreichen Alfa Romeo 8C 2300 von Chinetti und Philippe Étancelin. Sein letztes Rennen am Circuit des 24 Heures bestritt er 1935; Nach 149 Runden wurde er disqualifiziert, da er nach einem Unfall fremde Hilfe in Anspruch genommen hatte.

## Statistik

### Le-Mans-Ergebnisse
| Jahr | Team                     | Fahrzeug                   | Teamkollege          | Platzierung            | Ausfallgrund     |
| ---- | ------------------------ | -------------------------- | -------------------- | ---------------------- | ---------------- |
| 1924 | Chenard & Walcker        | Chenard-Walcker Type Y 9CV | Pierre Bacqueyrisses | nicht klassiert        |                  |
| 1931 | Jean Sébilleau           | Bugatti Type 40            | Jean Sébilleau       | Ausfall                | Kupplungsschaden |
| 1932 | Jean Sébilleau           | Bugatti Type 40            | Jean Sébilleau       | Rang 6                 |                  |
| 1933 | Jean Sébilleau           | Riley Nine Brooklands      | Jean Sébilleau       | Ausfall                | Motorschaden     |
| 1934 | Riley Motor Company Ltd. | Riley 6/12 MPH Racing      | Jean Sébilleau       | Rang 2 und Klassensieg |                  |
| 1935 | Riley Motor Company Ltd. | Riley 6/12 MPH Racing      | Jean Sébilleau       | Disqualifiziert        |                  |